# Корбулові
Корбулові (Corbulidae) (лат.) — родина молюсків (Mollusca) класу Двостулкові (Bivalvia).

## Систематика
Родина містить три підродини і 10 родів:
- Підродина Corbulinae
  - Рід Anticorbula Dall, 1898
  - Рід Caryocorbula Gardner, 1926
  - Рід Corbula Bruguière, 1797
  - Рід Hexacorbula Olsson, 1932
  - Рід Juliacorbula Olsson & Harbison, 1953
- Підродина Lentidiinae
  - Рід Lentidium de Cristofori & Jan, 1832
  - Рід Panamicorbula Pilsbry, 1932
  - Рід Potamocorbula Habe, 1955
- Підродина Potamocorbulinae
  - Рід Tenuicorbula Olsson, 1932
  - Рід Varicorbula Grant & Gale, 1931